# Karin Lundgren
Karin Lundgren (Göteborg, 4 de gener de 1895 – Estocolm, 16 de setembre de 1977) va ser una nedadora sueca que va competir a començaments del segle xx.
El 1912 va prendre part en els Jocs Olímpics d'Estocolm, on va disputar els 100 metres lliures del programa de natació. Fou eliminada en quarts de final en finalitzar sisena de la seva sèrie.
Es canvià el cognom en casar-se amb Mr. Heijkenskjöld, de qui es divorcià el 1947.